# 카이어필리성

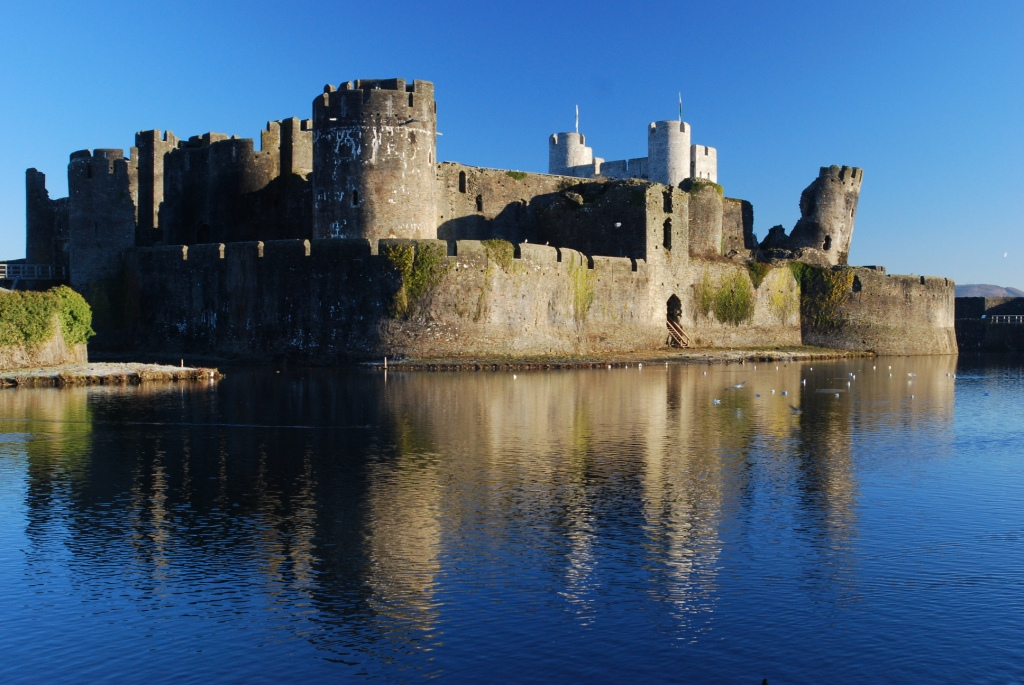
카이어필리성

카이어필리성(Caerphilly Castle)은 웨일스 카이어필리에 위치한 성이다. 3개의 해자가 있고 6개의 쇠창살문이 있다.